# エリック・スコグランド
エリック・L・スコグランド（Eric L. Skoglund, 1992年10月26日 - ）は、アメリカ合衆国フロリダ州サラソタ郡サラソタ出身のプロ野球選手（投手）。左投左打。MLBのカンザスシティ・ロイヤルズ傘下所属。

## 経歴

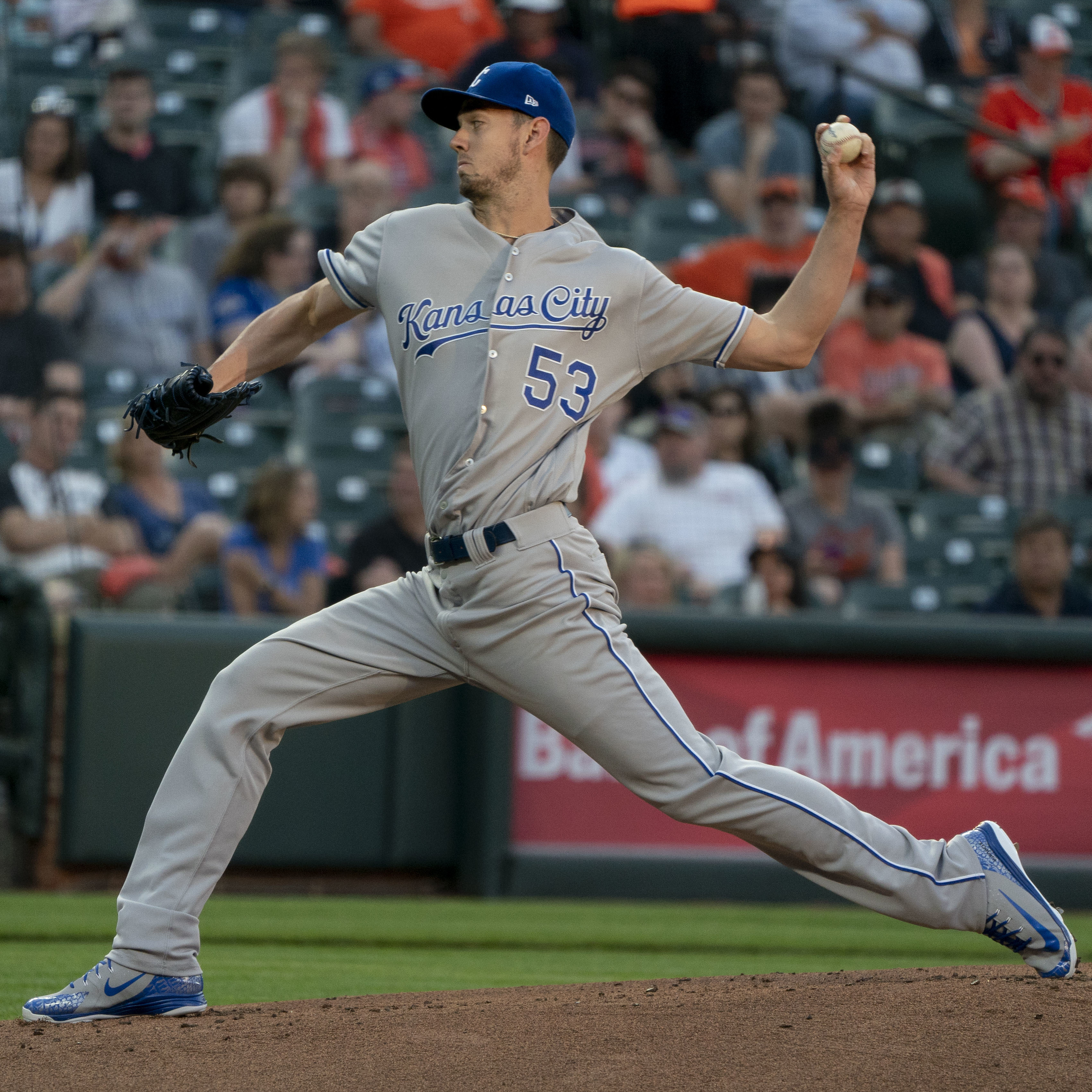
カンザスシティ・ロイヤルズ時代
（2018年5月9日）

2011年のMLBドラフト16巡目（全体482位）でピッツバーグ・パイレーツから指名されたが、この時は入団せずにセントラルフロリダ大学へ進学した。
2014年のMLBドラフト3巡目（全体92位）でカンザスシティ・ロイヤルズから指名され、プロ入り。契約後、傘下のパイオニアリーグのルーキー級アイダホフォールズ・チュカーズでプロデビュー。9試合（先発8試合）に登板して0勝2敗、防御率5.09、25奪三振を記録した。
2015年はA+級ウィルミントン・ブルーロックスでプレーし、15試合に先発登板して6勝3敗、防御率3.52、66奪三振を記録した。
2016年はAA級ノースウエストアーカンソー・ナチュラルズでプレーし、27試合に先発登板して7勝10敗、防御率3.45、134奪三振を記録した。
2017年はAA級ノースウエストアーカンソーで開幕を迎えた。AAA級オマハ・ストームチェイサーズを経た後、5月30日にメジャー契約を結んでアクティブ・ロースター入りすることが前日に発表された。メジャーデビューとなったデトロイト・タイガース戦では6.1回を無失点の投球で勝利投手となった。だが、その後は失速し、この年メジャーでは7試合（先発5試合）に登板して1勝2敗、防御率9.50、14奪三振という成績だった。
2018年は14試合（先発13試合）に登板して1勝6敗、防御率5.14、49奪三振を記録した。
2019年1月16日、薬物検査違反で80試合の出場停止となった。
2020年3月25日にDFAとなり、6月28日にマイナー契約でAAA級オマハへ配属された。

## 投球スタイル
投球の約6割を速球（フォーシーム、ツーシーム）が占めている。変化球ではカーブを多投する傾向があり、他にはチェンジアップとスライダーを投げる。

## 詳細情報

### 年度別投手成績
| 年 度    | 球 団    | 登 板 | 先 発 | 完 投 | 完 封 | 無 四 球 | 勝 利 | 敗 戦 | セ 丨 ブ | ホ 丨 ル ド | 勝 率 | 打 者 | 投 球 回 | 被 安 打 | 被 本 塁 打 | 与 四 球 | 敬 遠 | 与 死 球 | 奪 三 振 | 暴 投 | ボ 丨 ク | 失 点 | 自 責 点 | 防 御 率 | W H I P |
| -------- | -------- | ----- | ----- | ----- | ----- | -------- | ----- | ----- | -------- | ----------- | ----- | ----- | -------- | -------- | ----------- | -------- | ----- | -------- | -------- | ----- | -------- | ----- | -------- | -------- | ------- |
| 2017     | KC       | 7     | 5     | 0     | 0     | 0        | 1     | 2     | 0        | 0           | .333  | 93    | 18.0     | 30       | 2           | 12       | 0     | 0        | 14       | 0     | 0        | 20    | 19       | 9.50     | 2.33    |
| 2018     | KC       | 14    | 13    | 0     | 0     | 0        | 1     | 6     | 0        | 0           | .143  | 293   | 70.0     | 66       | 12          | 19       | 0     | 6        | 49       | 3     | 0        | 41    | 40       | 5.14     | 1.21    |
| 2019     | KC       | 6     | 4     | 0     | 0     | 0        | 0     | 3     | 0        | 0           | .000  | 101   | 21.0     | 30       | 5           | 9        | 0     | 1        | 4        | 0     | 0        | 21    | 21       | 9.00     | 1.86    |
| MLB：3年 | MLB：3年 | 27    | 22    | 0     | 0     | 0        | 2     | 11    | 0        | 0           | .154  | 487   | 109.0    | 126      | 19          | 40       | 0     | 7        | 67       | 3     | 0        | 82    | 80       | 6.61     | 1.52    |

- 2019年度シーズン終了時

### 年度別守備成績
| 年 度 | 球 団 | 投手（P） | 投手（P） | 投手（P） | 投手（P） | 投手（P） | 投手（P） |
| 年 度 | 球 団 | 試 合     | 刺 殺     | 補 殺     | 失 策     | 併 殺     | 守 備 率  |
| ----- | ----- | --------- | --------- | --------- | --------- | --------- | --------- |
| 2017  | KC    | 7         | 0         | 2         | 0         | 0         | 1.000     |
| 2018  | KC    | 14        | 0         | 9         | 1         | 1         | .900      |
| 2019  | KC    | 6         | 2         | 4         | 0         | 1         | 1.000     |
| MLB   | MLB   | 27        | 2         | 15        | 1         | 2         | .944      |

- 2019年度シーズン終了時

### 背番号
- 53（2017年 - 同年途中、2018年 - 2019年）
- 69（2017年途中 - 同年終了）